# Bellendena montana
Bellendena montana är en tvåhjärtbladig växtart som beskrevs av Robert Brown. Bellendena montana ingår i släktet Bellendena och familjen Proteaceae. Inga underarter finns listade i Catalogue of Life.